# Трюкач (фильм)
«Трюкач» (англ. The Stunt Man) — американский антивоенный художественный фильм в жанре чёрной комедии, поставленный режиссёром Ричардом Рашем по одноимённому роману Пола Бродера. Вышел на экраны в США 22 августа 1980 года.

## Сюжет
Фильм начинается с попытки ареста полицией молодого человека, Кэмерона. Сбежав от полиции, Кэмерон случайно попадает на съёмочную площадку фильма о Первой мировой войне, где (как он искренне убеждён) становится причиной смерти одного из каскадёров, едва не переехавшего его автомобилем во время исполнения трюка.
При этом, как выясняется в дальнейшем, тело этого каскадера (Берта) так и не будет найдено. Особенностью фильма является активное использование так называемых «твистов» (Plot twist) — внезапных поворотов сюжета, неожиданных для зрителя, когда зритель не может сразу понять — идет ли происходящее на экране по заранее подготовленному плану, или ситуация на съемочной площадке уже вышла из под контроля. Как следствие, вопрос «погиб ли Берт на самом деле?» остается открытым для зрителя.
При этом внимательный зритель может заметить, что Берт на секунду появляется за спиной Кэмерона в тот момент, когда Кэмерон, стоя в толпе зевак, наблюдает за съемкой эпизода с бомбардировкой пляжа.
Режиссёр фильма, Элай Кросс, считая, что Берт погиб, пытаясь скрыть факт гибели человека во время съёмок и избежать серьёзных неприятностей с властями города, нанимает Кэмерона в качестве трюкача и выдаёт его за каскадёра Берта.
Сблизившись с исполнительницей главной женской роли — Ниной Фрэнклин (экс-возлюбленной режиссёра Элая и нынешней любовницей протагониста фильма, актёра Раймонда Бэйли), Кэмерон рассказывает девушке свою историю, когда та спрашивает о причинах, по которым за беглецом гоняется полиция Калифорнии.
Как выясняется при этом — Кэмерон, ветеран войны во Вьетнаме, разыскивается полицией за нанесение увечий патрульному, пытавшемуся его остановить, когда бывший солдат, разозлённый на обманувшего его напарника по бизнесу, среди ночи вламывается в принадлежащий тому магазин. Потерявший сознание блюститель порядка пролежал всю ночь с ведёрком мороженого на голове и отморозил себе ухо и нос, — за это Кэмерону могут предъявить обвинение в нападении на полицейского, находившегося при исполнении служебного долга.
Казалось бы, всё удачно складывается — Кэмерон ускользнул от копов, а ремесло трюкача более чем щедро оплачивается. Однако вскоре «лже-Берт» начинает подозревать, что его жизни теперь угрожает гораздо большая опасность, нежели ранее — ведь границы между реальностью и съёмками становятся всё более размытыми. Страдая от развившейся во Вьетнаме паранойи, Кэмерон воспринимает ситуацию исключительно в этом ключе, чему способствует вся обстановка на съемках. Они максимально приближены к боевым условиям и изобилуют крайне опасными трюками, не столько исполняемыми им, сколько переживаемыми со всем накалом, на который способен человек, выживший во Вьетнаме. Кроме того, Кэмерон не на шутку влюбляется в Нину — взаимоотношения персонажей завязываются во всё более тугой узел, осложняющий работу над фильмом.
Главный герой приходит к мысли, что его предшественника убили так же, как убьют его самого — ведь для режиссёра не составит проблемы воспользоваться трюком, чтобы всё выглядело как несчастный случай. И Кэмерон решает сбежать, прихватив с собой Нину. Пара договаривается о побеге накануне съёмок заключительного эпизода кинофильма — это очень сложный трюк с машиной, падающей с моста в реку. Именно при исполнении этого трюка погиб предшественник Кэмерона, каскадёр Берт. Однако, как выясняется, мотивы режиссёра Элая совершенно иные…

## В ролях
- Питер О’Тул — Элай Кросс, режиссёр (дублирование — Анатолий Кузнецов)
- Стив Рэйлсбек — Кэмерон (дублирование — Алексей Золотницкий)
- Барбара Херши — Нина Фрэнклин (дублирование — Валентина Теличкина)
- Аллен Гарфилд (англ.) — Сэм (дублирование — Олег Голубицкий)
- Алекс Рокко — Джейк, шеф полиции (дублирование — Владимир Ферапонтов)
- Шэрон Фаррелл — Дениза (дублирование — Алена Чухрай)
- Адам Роарк — Рэймонд Бэйли (дублирование — Валентин Грачев)
- Филипп Бранс — Эйс (дублирование — Даниил Нетребин)
- Чарльз Бэйл — Чак Бартон (дублирование — Владимир Гусев)
- Джон Гарвуд — Гэйб
- Джон Пирс — сторож гаража (дублирование — Евгений Шутов)

## Съёмочная группа
- Продюсер и режиссёр: Ричард Раш
- Художник: Джеймс Шоп
- Редакторы: Джек Хофстра, Кэролайн Ферриол
- Композитор: Доминик Фронтир
- Оператор-постановщик: Марио Този
- Сценарий: Лоуренс Б. Маркус
- Адаптация: Ричард Раш
- По мотивам романа Пола Бродера

## Производство
Начало съёмок было запланировано на 17 октября 1977 года, однако из-за задержек процесс был сдвинут на лето 1978 года. Большинство сцен снималось около отеля «Дель Коронадо» в Коронадо рядом с Сан-Диего. Фильм пролежал «на полке» два года и вышел лишь в 1980 году.

## Прокат

### Прокат в СССР
Советская версия фильма характеризуется некоторой перестановкой эпизодов, что добавляет ему бо́льшую социальную направленность — в СССР это фильм-социальный памфлет, судьба «маленького человека» в предлагаемых обстоятельствах, а не комедия.
В СССР фильм был дублирован на киностудии «Мосфильм».
В 1982 году фильм вышел в кинопрокате СССР и его посмотрели 23,9 млн человек.

## Награды и номинации

### Награды
- 1981 — премия «Золотой глобус» за лучшую оригинальную музыку (Доминик Фронтир)

### Номинации
- 1981 — три номинации на премию «Оскар»: лучшая мужская роль (Питер О’Тул), лучшая режиссура (Ричард Раш), лучший адаптированный сценарий (Ричард Раш, Лоренс Маркус)
- 1981 — пять номинаций на премию «Золотой глобус»: лучший драматический фильм, лучшая режиссура (Ричард Раш), лучшая мужская роль — драма (Питер О’Тул), лучший сценарий (Лоренс Маркус), лучший дебют года (Стив Рейлсбек)
- 1981 — номинация на премию Гильдии режиссёров США за лучшую режиссуру — Художественный фильм (Ричард Раш)
- 1981 — номинация на премию Гильдии сценаристов США за лучшую адаптированную драму (Ричард Раш, Лоренс Маркус)